# Барбадосцы
Барбадосцы (самоназвание — бэдженз, англ. bajans) — народ, основное население Барбадоса (250 тысяч человек), главным образом потомки рабов, завезённых из Африки в XVII — начале XIX века. Численность с диаспорой — 550-600 тысяч человек, в том числе в США более 100 тысяч человек, Великобритании 60 тысяч человек, Канаде 35 тысяч человек. Говорят на диалекте английского языка. Большинство верующих — англикане, есть методисты, моравские братья, католики.